# Chaetodon austriacus
Chaetodon austriacus är en fiskart som beskrevs av Ruppell, 1836. Chaetodon austriacus ingår i släktet Chaetodon och familjen Chaetodontidae. IUCN kategoriserar arten globalt som livskraftig. Inga underarter finns listade i Catalogue of Life.